# Músculo oblicuo mayor de la cabeza
El músculo oblicuo mayor de la cabeza (Musculus obliquus capitis inferior) es un músculo que se encuentra en la parte profunda, forma parte del triángulo suboccipital, y es rodeado por el nervio occipital mayor. Se origina en la apófisis espinosa del axis y se inserta en la superficie posteroinferior de la apófisis transversa del atlas.
Este músculo es responsable de la rotación de la cabeza, en relación con el atlas y el axis (articulación atlanto-axoidea). Este se encuentra por debajo del músculo semiespinoso de la cabeza y el trapecio
Este es parte del límite inferior del triángulo suboccipital del cuello. Llamado así, puede generar confusión, ya que es el único músculo Capitis (traducido literalmente como cabeza) que no está fijo al cráneo.